# Giovanni D’Ercole

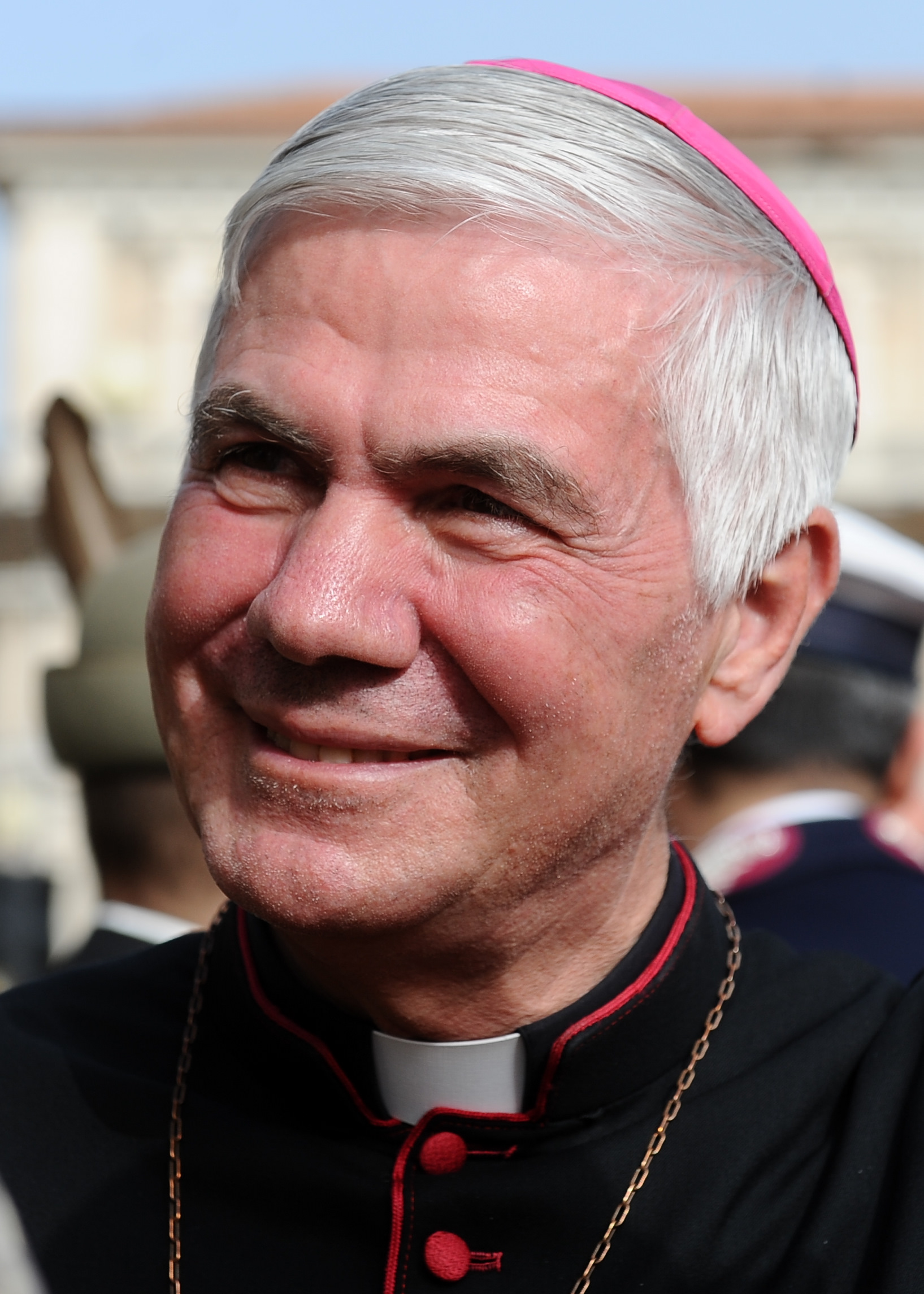
Bischof Giovanni D’Ercole

Bischofswappen von Giovanni D’Ercole

Giovanni D’Ercole FDP (* 5. Oktober 1947 in Morino) ist ein italienischer Geistlicher und emeritierter römisch-katholischer Bischof von Ascoli Piceno.

## Leben
Giovanni D’Ercole trat der Ordensgemeinschaft der Söhne der göttlichen Vorsehung bei. Er studierte Philosophie und Theologie am Priesterseminar von Neapel und empfing am 5. Oktober 1974 die Priesterweihe. An der Päpstlichen Akademie Alfonsiana in Rom absolvierte er ein Doktoratsstudium in Moraltheologie. An der Universität La Sapienza in Rom erwarb er einen Abschluss in Sozialkommunikation.
Von 1974 bis 1976 war er Kaplan des Gefängnisses Carcere Minorile di Casal del Marmo in Rom, anschließend Lehrer für Religion und politische Bildung sowie Pfarrer von Unsere Liebe Frau von Fatima in Borgata Massimilla, Rom. Von 1976 bis 1984 war er Missionar in der Elfenbeinküste und dort Pfarrer und Generalvikar im Bistum Grand-Bassam. Am Großen Seminar in Anyama war er Professor für Moraltheologie.
Von 1984 bis 1985 war er Pfarrer in Ognissanti bei Florenz und von 1986 bis 1987 Provinzial seines Ordens. 1987 wurde er stellvertretender Direktor des Pressebüros des Heiligen Stuhls. Von 1990 bis 2009 war er im Staatssekretariat und übernahm 1998 die Leitung des Büros in der Sektion für Allgemeine Angelegenheiten.

## Weihbischof in L’Aquila
Papst Benedikt XVI. ernannte ihn am 14. November 2009 zum Titularbischof von Dusa und Weihbischof in L’Aquila. Der Kardinalstaatssekretär und Kardinalkämmerer, Tarcisio Bertone SDB, spendete ihm am 12. Dezember desselben Jahres die Bischofsweihe; Mitkonsekratoren waren Renato Raffaele Kardinal Martino, emeritierter Präsident des Päpstlichen Rates für Gerechtigkeit und Frieden, und Giuseppe Molinari, Erzbischof von L’Aquila. Als Wahlspruch wählte er In Manus Tuas.
Innerhalb der italienischen Bischofskonferenz war er Sekretär der Kommission für Kultur- und Sozialkommunikation. 
Er ist Autor zahlreicher Artikel in religiösen und sozialen Fachzeitschriften. Er ist Direktor der Ordenszeitschrift Don Orione Oggi und des Magazins Crescere der geistlichen Bewegung Movimento Oasi, die von Virginio Rotondi gegründet wurde. Er ist geistlicher Assistent der Bewegung Tra Noi und Seelsorger der Bewegung Nuovi Orizzonti. Seit 2002 ist er Autor und Leiter der Fernsehsendung Sulla via di Damasco (Auf dem Weg nach Damaskus), die jeden Samstag auf Rai 2 ausgestrahlt wird. Für Radio Maria gibt er eine monatliche Kolumne heraus. Er ist Mitglied der Ordine dei giornalisti del Lazio e del Molise.

## Bischof von Ascoli Piceno
Am 12. April 2014 wurde er von Papst Franziskus zum Bischof von Ascoli Piceno ernannt. Die Amtseinführung fand am 10. Mai desselben Jahres statt. Am 29. Oktober 2020 nahm Papst Franziskus seinen vorzeitigen Rücktritt an.

## Marokko-Mission
Nach einem Gebetsaufenthalt im Trappistenkloster Midelt (November 2020 – Januar 2021) lebt er seit Juni 2021 dauerhaft nach Marokko zurück. Im Auftrag des Erzbischofs von Rabat, Kardinal Cristóbal López Romero, unterstützt er von Casablanca aus Priester und Gemeinden spirituell und pastoral. Seine Aufgaben umfassen zudem die Fortbildung pastoraler Mitarbeiter sowie die Förderung des Dialogs mit anderen Religionen. Er bereist von dort aus die umliegenden Gemeinden, in regelmäßigen Abständen hält er sich in Italien und anderen Ländern auf.